# Austrocarabodes ensifer
Austrocarabodes ensifer är en kvalsterart som först beskrevs av Sellnick 1931.  Austrocarabodes ensifer ingår i släktet Austrocarabodes och familjen Carabodidae. Inga underarter finns listade.